# Guty Espadas junior
Guty Espadas (* 2. September 1974 in Mérida, Mexiko) ist ein ehemaliger mexikanischer Boxer.

## Profi
Er gewann seine ersten 19 Kämpfe, die meisten davon durch K. o. Am 14. April des Jahres 2000 boxte er im Federgewicht gegen Luisito Espinosa um den vakanten WBC-Weltmeistergürtel und siegte durch „technische Entscheidung“ in Runde 11. Diesen Gürtel verteidigte er noch im selben Jahr gegen Wethya Sakmuangklang nach Punkten und verlor ihn im darauffolgenden Jahr an Erik Morales über 12 Runden durch einstimmigen Beschluss.